# Canton de Condat-sur-Vienne
Le canton de Condat-sur-Vienne est une circonscription électorale française située dans le département de la Haute-Vienne et la région Nouvelle-Aquitaine.

## Histoire

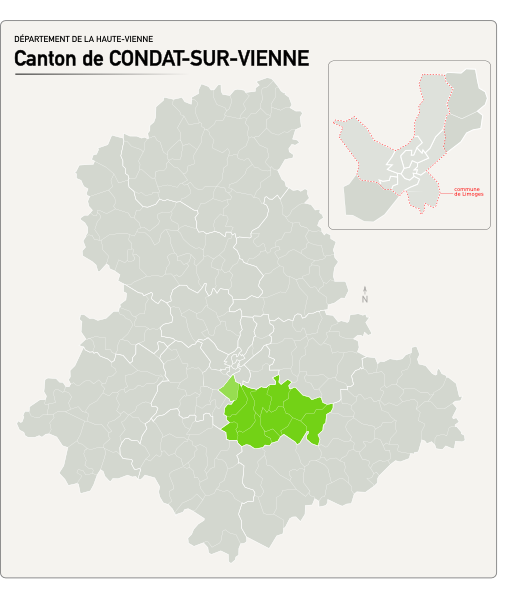
Situation du canton de Condat-sur-Vienne dans le département de la Haute-Vienne depuis 2015.

Un nouveau découpage territorial de la Haute-Vienne entre en vigueur à l'occasion des élections départementales de mars 2015, défini par le décret du 13 février 2014, en application des lois du 17 mai 2013 (loi organique 2013-402 et loi 2013-403). Les conseillers départementaux sont, à compter de ces élections, élus au scrutin majoritaire binominal mixte. Les électeurs de chaque canton élisent au Conseil départemental, nouvelle appellation du Conseil général, deux membres de sexe différent, qui se présentent en binôme de candidats. Les conseillers départementaux sont élus pour 6 ans au scrutin binominal majoritaire à deux tours, l'accès au second tour nécessitant 12,5 % des inscrits au 1er tour. En outre la totalité des conseillers départementaux est renouvelée. Ce nouveau mode de scrutin nécessite un redécoupage des cantons dont le nombre est divisé par deux avec arrondi à l'unité impaire supérieure si ce nombre n'est pas entier impair, assorti de conditions de seuils minimaux. En Haute-Vienne, le nombre de cantons passe ainsi de 42 à 21.
Le canton de Condat-sur-Vienne est formé de communes des anciens cantons de Pierre-Buffière (8 communes), de Limoges-Condat (3 communes) et de Nexon (1 commune).
Le canton est entièrement inclus dans l'arrondissement de Limoges. Le bureau centralisateur est situé à Condat-sur-Vienne.

## Représentation
| Période élective | Période élective | Mandat | Mandat   | Identité           | Nuance | Nuance | Qualité |
| ---------------- | ---------------- | ------ | -------- | ------------------ | ------ | ------ | --- |
| 2015             | 2028             | 2015   | 2021     | Annick Morizio     |        | PS     | Diététicienne-nutritionniste au CHU de Limoges Conseillère municipale de Condat-sur-Vienne (2014-2020) Député suppléante (2012-2017) Ancienne conseillère générale du Canton de Limoges-Condat (2008-2015) 1ère Vice-Présidente du Conseil départemental |
| 2015             | 2028             | 2015   | 2021     | Jean-Louis Nouhaud |        | PS     | Retraité Maire de Boisseuil (1989-2020) |
| 2021             | 2027             | 2021   | en cours | Annick Morizio     |        | PS     | 1ère vice-présidente chargée des affaires générales |
| 2021             | 2027             | 2021   | en cours | Jean-Louis Nouhaud |        | PS     | |

### Résultats détaillés

#### Élections de mars 2015
À l'issue du 1er tour des élections départementales de 2015, deux binômes sont en ballottage : Annick Morizio et Jean-Louis Nouhaud (PS, 39,66 %) et Aimé Labrunie et Liliane Martinez (FN, 20,99 %). Le taux de participation est de 58,58 % (8 668 votants sur 14 798 inscrits) contre 57,81 % au niveau départemental et 50,17 % au niveau national.
Au second tour, Annick Morizio et Jean-Louis Nouhaud (PS) sont élus avec 71,22 % des suffrages exprimés et un taux de participation de 59,37 % (5 370 voix pour 8 776 votants et 14 783 inscrits).

#### Élections de juin 2021
Le premier tour des élections départementales de 2021 est marqué par un très faible taux de participation (33,26 % au niveau national). Dans le canton de Condat-sur-Vienne, ce taux de participation est de 39,2 % (5 906 votants sur 15 068 inscrits) contre 37,25 % au niveau départemental. À l'issue de ce premier tour, deux binômes sont en ballottage : Annick Morizio et Jean-Louis Nouhaud (PS, 50,16 %) et Christelle Arico et Cédric Enguehard (DVC, 20,47 %).
Le second tour des élections est marqué une nouvelle fois par une abstention massive équivalente au premier tour. Les taux de participation sont de 34,36 % au niveau national, 38,38 % dans le département et 40,36 % dans le canton de Condat-sur-Vienne. Annick Morizio et Jean-Louis Nouhaud (PS) sont élus avec 67,83 % des suffrages exprimés (3 742 voix pour 6 080 votants et 15 066 inscrits),,.

## Composition
Le canton de Condat-sur-Vienne comprend douze communes entières.
| Nom                                       | Code Insee | Intercommunalité                 | Superficie (km2) | Population (dernière pop. légale) | Densité (hab./km2) | Modifier                                    |
| ----------------------------------------- | ---------- | -------------------------------- | ---------------- | --------------------------------- | ------------------ | ------------------------------------------- |
| Condat-sur-Vienne (bureau centralisateur) | 87048      | CU Limoges Métropole             | 15,47            | 5 208 (2022)                      | 337                | modifier les données · modifier les données |
| Boisseuil                                 | 87019      | CU Limoges Métropole             | 18,92            | 2 997 (2022)                      | 158                | modifier les données · modifier les données |
| Eyjeaux                                   | 87063      | CU Limoges Métropole             | 24,23            | 1 335 (2022)                      | 55                 | modifier les données · modifier les données |
| Pierre-Buffière                           | 87119      | CC Briance Sud Haute-Vienne      | 5,75             | 1 147 (2022)                      | 199                | modifier les données · modifier les données |
| Saint-Bonnet-Briance                      | 87138      | CC de Noblat                     | 30,06            | 538 (2022)                        | 18                 | modifier les données · modifier les données |
| Saint-Genest-sur-Roselle                  | 87144      | CC Briance Sud Haute-Vienne      | 19,22            | 541 (2022)                        | 28                 | modifier les données · modifier les données |
| Saint-Hilaire-Bonneval                    | 87148      | CC Briance Sud Haute-Vienne      | 28,49            | 1 005 (2022)                      | 35                 | modifier les données · modifier les données |
| Saint-Jean-Ligoure                        | 87151      | CC Pays de Nexon-Monts de Châlus | 30,30            | 489 (2022)                        | 16                 | modifier les données · modifier les données |
| Saint-Maurice-les-Brousses                | 87169      | CC Pays de Nexon-Monts de Châlus | 10,87            | 1 041 (2022)                      | 96                 | modifier les données · modifier les données |
| Saint-Paul                                | 87174      | CC de Noblat                     | 37,39            | 1 235 (2022)                      | 33                 | modifier les données · modifier les données |
| Solignac                                  | 87192      | CU Limoges Métropole             | 16,54            | 1 561 (2022)                      | 94                 | modifier les données · modifier les données |
| Le Vigen                                  | 87205      | CU Limoges Métropole             | 29,51            | 2 298 (2022)                      | 78                 | modifier les données · modifier les données |
| Canton de Condat-sur-Vienne               | 8705       |                                  | 266,75           | 19 395 (2022)                     | 73                 | modifier les données                        |

## Démographie
En 2022, le canton comptait 19 395 habitants, en évolution de +1,77 % par rapport à 2016 (Haute-Vienne : −0,68 %, France hors Mayotte : +2,11 %).
| 2013   | 2018   | 2022   |
| ------ | ------ | ------ |
| 18 503 | 19 190 | 19 395 |